# Elara (maan)
Elara is in afstand de dertiende maan van Jupiter. Ze is vernoemd naar een van de liefdes van Zeus, die de moeder is van de reus Tityus. Elara heeft een lage dichtheid en draait in een vreemde baan om de planeet. Dit wijst er op dat Elara geen natuurlijke maan van Jupiter (planeet) is, maar een ingevangen planetoïde.
Over Elara is verder weinig bekend.